# Chiesa di San Michele Arcangelo (Dębno)
La chiesa di San Michele Arcangelo (in polacco Kościół św. Michała Archanioła) è una chiesa di legno del XV secolo situata nella città di Dębno, in Polonia. Insieme ad altre chiese in legno della Piccola Polonia meridionale, sono state inserite nel patrimonio dell'UNESCO.
La prima chiesa di Dębno fu costruita attorno al tredicesimo secolo. Quello che vediamo oggi è il risultato di modifiche apportate nella seconda metà del XV secolo. Essa è una delle chiese in legno meglio conservate in tutta la Polonia.
La chiesa manitene la sua struttura originale, con dipinti policromi interni datati attorno al 1500, che ne fanno i dipinti policromi più antichi in Europa.